# Delonix floribunda
Delonix floribunda är en ärtväxtart som först beskrevs av Henri Ernest Baillon, och fick sitt nu gällande namn av René Paul Raymond Capuron. Delonix floribunda ingår i släktet Delonix, och familjen ärtväxter. Inga underarter finns listade i Catalogue of Life.

## Bildgalleri

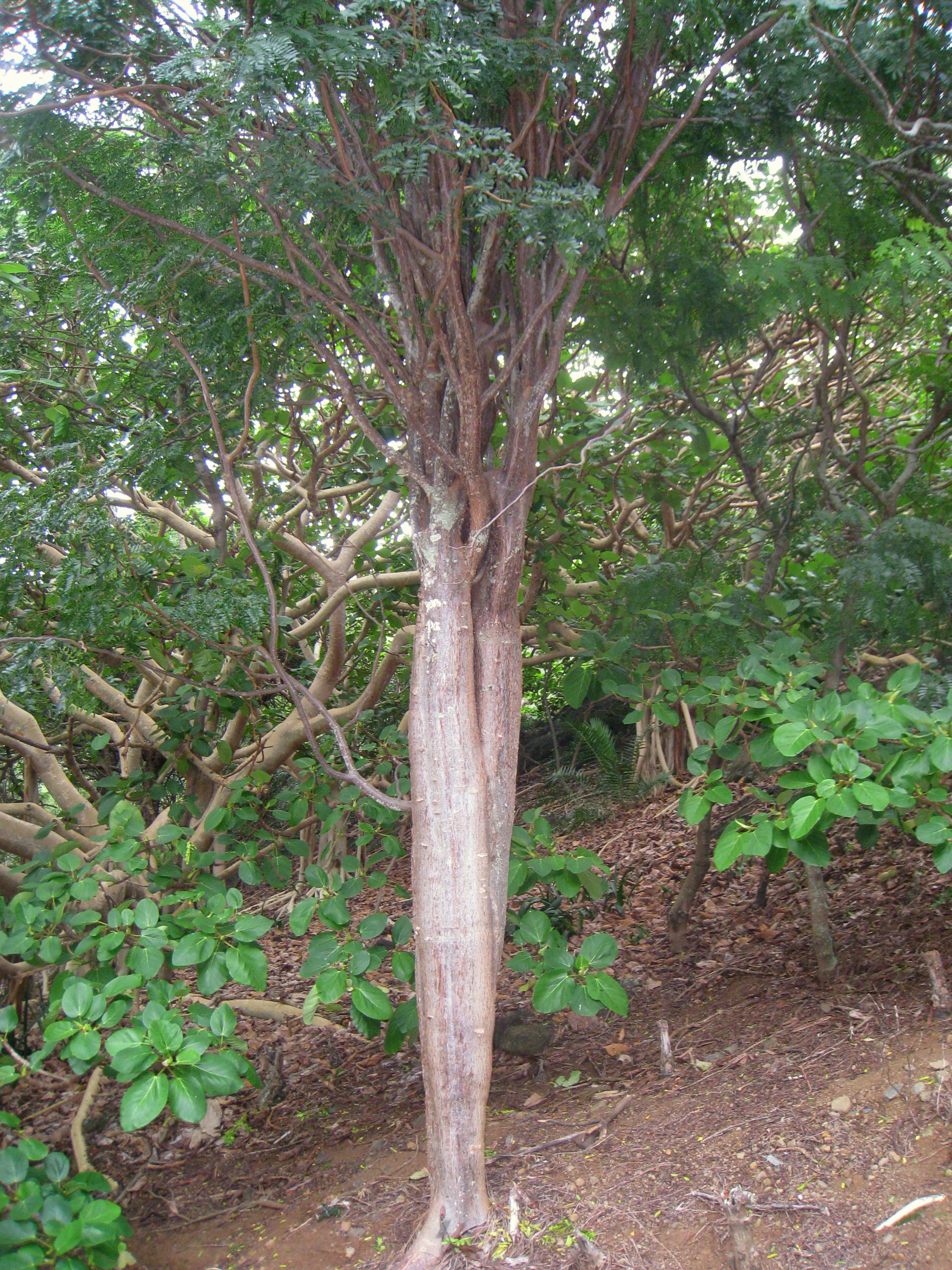
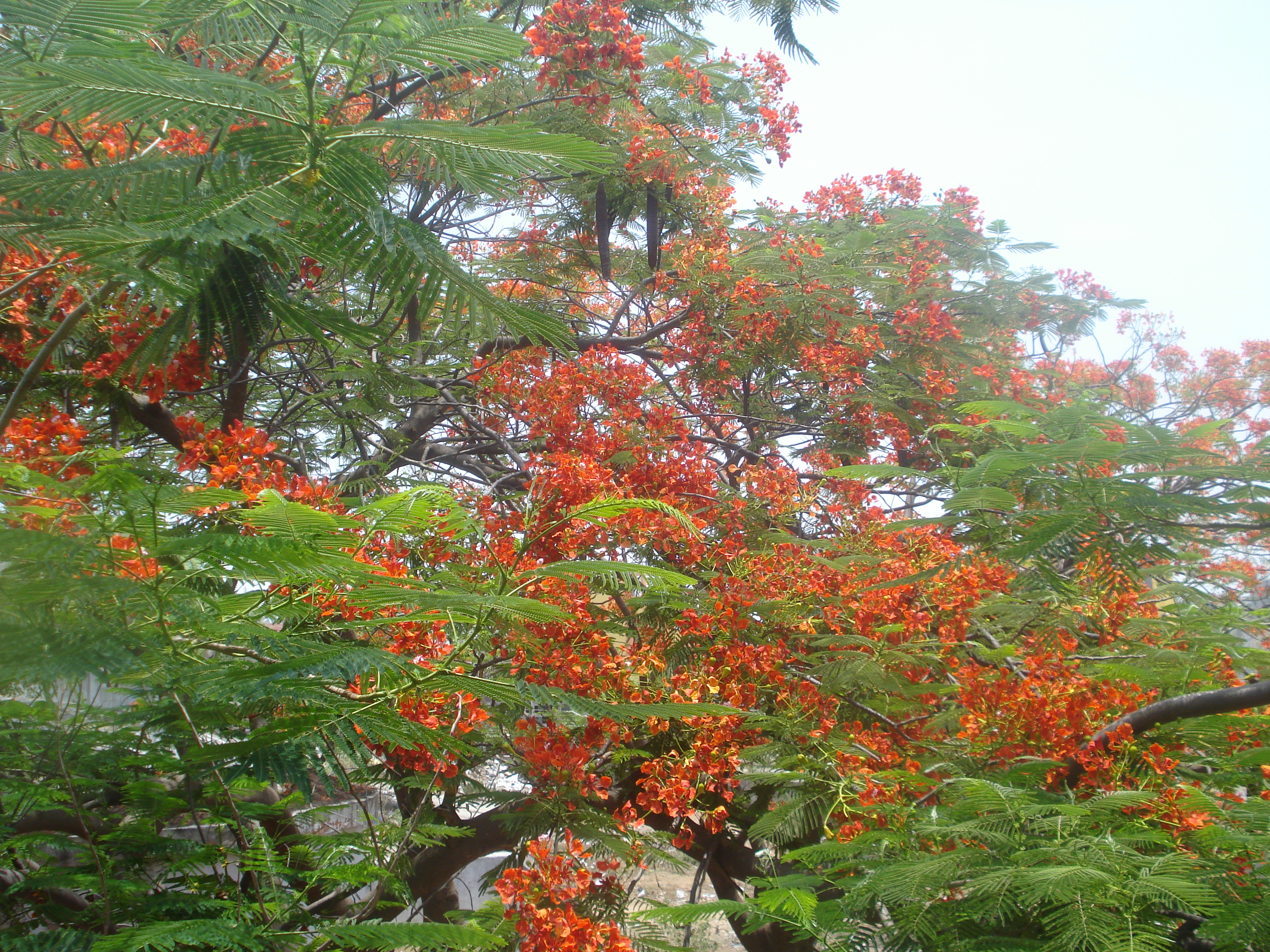
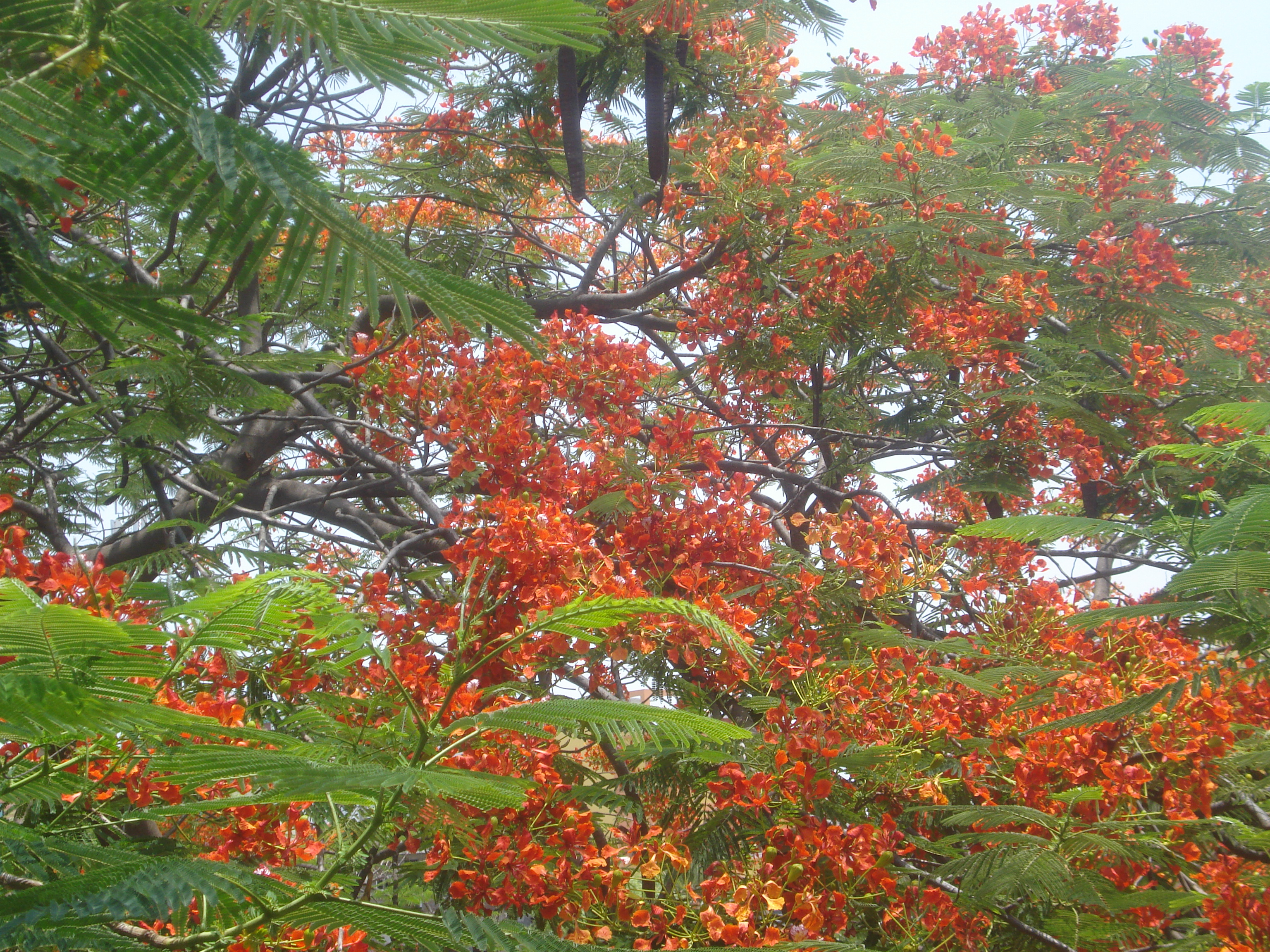
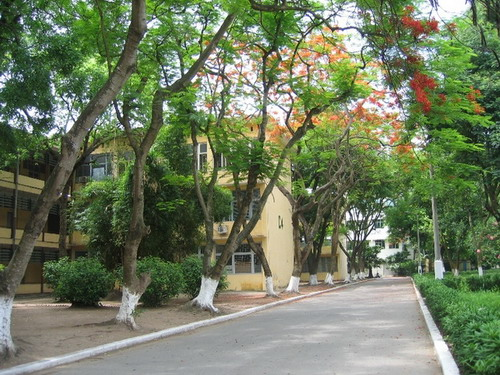
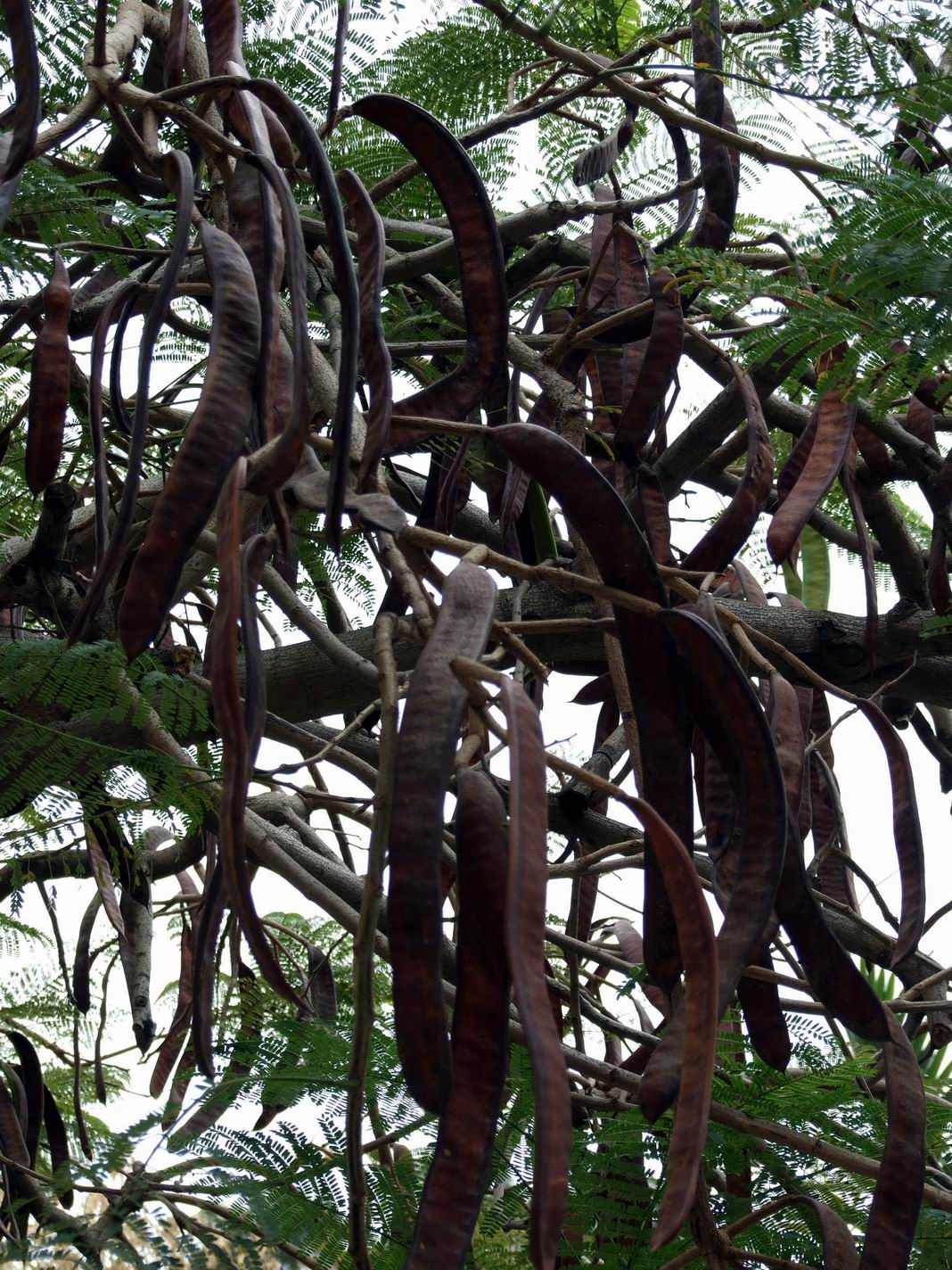